# Жлоба, Евгений Егорович
Евгений Егорович Жлоба — советский хозяйственный, государственный и политический деятель, Герой Социалистического Труда.

## Биография
Родился в 1934 году в деревне Медведовка. Член КПСС.
Брат — Юлий Егорович (1931—2010) — Герой Социалистического Труда.
С 1950 года — на хозяйственной, общественной и политической работе. В 1950—1994 гг. — колхозник, помощник тракториста, механизатор, слесарь, тракторист, механизатор-картофелевод, звеньевой совхоза имени Калинина Краснопольского района Могилёвской области.
Указом Президиума Верховного Совета СССР от 29 марта 1978 года присвоено звание Героя Социалистического Труда с вручением ордена Ленина и золотой медали «Серп и Молот».
Избирался депутатом Верховного Совета СССР 10-го созыва. Делегат XXVi съезда КПСС.
Жил в Белоруссии.